# Język mokil
Język mokil – język austronezyjski z grupy języków mikronezyjskich, używany przez mieszkańców atolu Mokil oraz wyspy Pohnpei w archipelagu Karolinów w Mikronezji.